# Marano sul Panaro
Marano sul Panaro – miejscowość i gmina we Włoszech, w regionie Emilia-Romania, w prowincji Modena, położona nad rzeką Panaro.
Według danych na rok 2004 gminę zamieszkiwały 3744 osoby, 83,2 os./km².

## Miasta partnerskie
- Kofinas
- Montlouis-sur-Loire